# Shades of Deep Purple
Shades of Deep Purple is het eerste album van de Britse hardrockband Deep Purple, in hun MK1-samenstelling. Het album is in één weekend opgenomen in Pye Studios in Londen.

## Tracklist
1. And the address - 4:32 (Blackmore/Lord)
2. Hush - 4:21 (Joe South)
3. One more rainy day - 3:15 (Lord/Evans)
4. Medley - 7:16
  - Prelude: happiness (Lord/Evans/Simper/Blackmore/Paice)
  - I'm so glad (Skip James)
5. Mandrake root - 6:01 (Blackmore/Evans/Lord)
6. Help! - 5:54 (John Lennon/Paul McCartney)
7. Love help me - 3:44 (Blackmore/Evans)
8. Hey Joe - 7:21 (Roberts)

## Bezetting
- Rod Evans: Zang
- Nick Simper: Basgitaar
- Ritchie Blackmore: Gitaar
- Jon Lord: Keyboard, orgel
- Ian Paice: Drums, percussie

## Heruitgebracht op cd
In 2000 is een geremasterde versie uitgebracht. Deze versie heeft naast de bovenstaande tracks nog een aantal bonustracks:
1. Shadows - 3:38 (Lord/Evans/Simper/Blackmore) 
 fragment van album
2. Love help me - 3:29 (Blackmore/Evans) 
 instrumentale versie
3. Help! - 5:23 (John Lennon/Paul McCartney) 
andere studio-opname
4. Hey Joe - 4:05 (Roberts) 
liveopname uit 1969
5. Hush - 3:53 (Joe South) 
liveopname uit 1968

Ian Paice · Roger Glover · Ian Gillan · Steve Morse · Don Airey

Jon Lord † · Ritchie Blackmore · Rod Evans · Nick Simper · David Coverdale · Glenn Hughes · Tommy Bolin † · Joe Lynn Turner · Joe Satriani